# Arkady Luxemburg
Arkady Luxemburg (moldavo cirílico: Аркадий Люксембург; 15 de marzo de 1939) es un compositor moldavo-estadounidense. Recibió una Maestría en Artes en 1964 en la Academia de Música de Moldavia, la antigua URSS, donde estudió interpretación de piano, composición y teoría musical.
Trabajó como pianista de concierto e instructor en la Academia de Música de Chisináu, Moldova, en la Escuela de Música Coca, Escuela superior David Yellin. Algunos de sus alumnos se convirtieron en artistas de fama mundial como por ejemplo Marc Seltzer (EE. UU.), Oleg Masenberg (Austria).
Luxemburg es autor de publicaciones sobre Teoría de Música y Armonía. Fue director musical y pianista de los grupos vocales Ludmila y Majoria.
Es miembro de la Unión de Compositores de la antigua URSS y Moldavia y ASCAP en EE. UU. Es el compositor de piezas para orquesta sinfónica, "Sinfonietta", "Sinfonía Holocausto"  para cuerdas, dos conciertos para piano con orquesta, concierto para violonchelo con orquesta, sinfonía de fantasía "Melodias de Primavera", piezas de piano: "Aquarelie", "En memoria de Shostakovich", "En memoria de Gershwin" y muchas otras piezas para cuerdas, metales y vientos.
Sus composiciones han sido publicadas y emitidas en radio y televisión entre otros medios, así como grabaciones. Muchas de sus canciones fueron premiadas[cita requerida].
Sus composiciones han sido reproducidas en Checoslovaquia, Rumania, Hungría, Italia, Israel, Francia y EE. UU. 
También escribe música para películas, televisión, teatros, coros y música popular.
Desde 1995 reside en San Diego, California, donde continuó su carrera como Intérprete, Compositor e Instructor.

## Obras para Orquesta Sinfónica
- 1. Sinfonietta
- 2. Conciertos para piano y orquesta n. ° 1
- 3. Conciertos para piano y orquesta n. ° 2
- 4. Concierto para violonchelo y orquesta
- 5. Balada sinfónica "Andriesh" para orquesta
- 6. Suite # 1 para cuerdas
- 7. Suite # 2 para cuerdas
- 8. Fantasía para piano y orquesta de cuerdas
- 9. Fantasía sinfónica "Melodías de primavera"
- 10. Capricho para flauta y orquesta de cuerdas
- 11. Balada sinfónica para voz y orquesta
- 12. Vals para voz y orquesta
- 13. "Suite Infantil" para Orquesta de Cámara
- 14. "Melody" y "Scherzo" para orquesta de cuerdas
- 15. "Variaciones" para orquesta
- dieciséis. Sinfonía para cuerdas
- 17. "Elegía" y "Ragtime" para orquesta
- 18. "Youth Overture" para orquesta
- 19. "Poema" para cuerdas.

## Funciona para varios conjuntos
- 1. "Preludios" 12 Piezas para Cuarteto de Cuerdas
- 2. Suite para Cuarteto de Cuerdas
- 3. 3 piezas para cuarteto de cuerdas
- 4. "Lullaby and Ostinato" para quinteto de vientos de madera
- 5. "Improvisación y Scherzo" para flauta, violonchelo y piano
- 6. "Lullaby and Humoresque" para quinteto de metales
- 7. Arreglo "Hava Nagila" para quinteto de metales
- 8. Suite para 5 saxofones
- 9. "Blues y Rock and Roll" para 4 trombones
- 10. "Romance y Foxtrot" para 4 trompetas
- 11. 3 piezas para 4 cuernos
- 12. "Preludio y Ostinato" para 4 violines
- 13. "Tren alegre" para conjunto de violines y piano
- 14. "Passacaglia y danza" para flauta, trompa y piano
- 15. Suite para Cuarteto Wood-Winds
- dieciséis. 3 Piezas para Clarinete y Fagot
- 17. Tres piezas para violín, viola y violonchelo

## Obras para piano
- 1. Sonata
- 2. Suite "Aquarelie" 8 piezas
- 3. Suite "En memoria de Gershwin" 5 piezas
- 4. Sonatina No. 1, No. 2, No. 3, No. 4, No. 5.
- 5. 3 piezas "En memoria de Shostakovich"
- 6. "Suite para niños" en estilo folclórico
- 7. "Bluses" 8 piezas
- 8. "Preludios" 12 piezas
- 9. "Álbum Infantil" 9 piezas
- 10. Suite en estilo antiguo para Cembalo o Piano 4 piezas
- 11. "Preludios" 8 Piezas
- 12. "Improvisación y Toccata"
- 13. Moods cinco miniaturas para piano
- 14. Doina, Hora, Betuta y Jok para Piano 4 piezas
- 15. "Temporadas" 4 piezas 1. "Primavera", 2. "Verano", 3. "Otoño", 4. "Invierno"
- dieciséis. "Piezas fáciles" para piano
- 17. "Álbum infantil para piano n. ° 2" 16 piezas
- 18. Método de piano 220 piezas.

## Otros trabajos
Varias obras para Cuerdas, Latón, Madera-Vientos, Voz y Piano, Coro,
Canciones Pop y Jazz, Música para Teatro y Cine.

## Partituras de películas
Alexander Plamadeala 

El sueño de mi vida 

Matasellos Paradise 

Variaciones de ballet